# 1822 Waterman
1822 Waterman eller 1950 OO är en asteroid i huvudbältet, som upptäcktes 25 juli 1950 av Indiana Asteroid Program vid Indiana University Bloomington med Goethe Link Observatory. Asteroiden har fått sitt namn efter Alan T. Waterman.
Asteroiden har en diameter på ungefär 6 kilometer.